# مارتن كارلن
مارتن كارلن (بالفرنسية: Martin Carlin)‏ هو صانع الخزائن ‏ فرنسي، ولد في 1730 في فرايبورغ في ألمانيا، وتوفي في 1785 في باريس في فرنسا.